# Église Saint-Manvieu de Longueville
L'église Saint-Manvieu est une église catholique située à Longueville, en France.

## Localisation
L'église Saint-Manvieu est située dans le département français du Calvados, sur la commune de Longueville.

## Historique
L'édifice est selon Arcisse de Caumont daté du XIIIe. Un porche est daté pour sa part du XIVe. La partie supérieure de la tour est datée selon le même du XVIe siècle.
L'église est inscrite partiellement au titre des monuments historiques, le clocher, le 19 septembre 1928.
L'église Saint-Manvieu a été démolie par plusieurs obus émis par un destroyer durant la Seconde Guerre mondiale. Ce fut le seul bâtiment touché dans le village avec une autre maison légèrement atteinte. Elle a été reconstruite et inaugurée au début des années 1950.

## Description
Le toit de la tour se termine en bâtière.